# Die Bergretter – Losgetreten
Losgetreten ist eine 90-minütige Episode der deutsch-österreichischen Fernsehserie Die Bergretter des ZDF. Es ist die fünfte Episode der siebten Staffel. Regie führte Dirk Pientka, das Drehbuch schrieb Timo Berndt.
Die Erstausstrahlung im ZDF war am Donnerstag, dem 3. Dezember 2015.

## Handlung
Die beiden 18-jährigen Frauen Alexandra Marbach und Miriam Winkler lernen sich bei einer Bergtour kennen, brechen diese aber ab und gehen allein durch die Berge mit dem Ziel, die Berghütte des Lawinenforschers Jochen Winkler zu erreichen. Miriam hatte nämlich ein Foto von ihrem Vater, Jochen Winkler, gezeigt, auf dem Alexandra die Schreibmaschine ihres eigenen Vaters erkennt, welcher seit drei Jahren verschwunden ist. Doch sie unterschätzen die Gefährlichkeit der Berge während des Winters. So treten sie eine Lawine los, von der die Bergretter Markus und Tobias in einem Auto begraben werden, das sie gerade mit ihrem Team bergen wollten. Geschützt im Auto kann sie die Schneelast glücklicherweise nicht erdrücken, aber die Luft wird ihnen knapp. Die Bergretter suchen fieberhaft nach den verschütteten Kollegen. Die Männer geben den Suchenden mit der Hupe das Autos eine Zeichen, sodass sie rechtzeitig gefunden und gerettet werden können.
Für Markus ist ihr Einsatz aber nicht vorbei, er will erkunden, wem das abgestellte und abgerutschte Auto gehörte, dass er eigentlich bergen wollten und in dem er dann verschüttet wurde. Die Recherche führt zu: Alexandra Marbach, die mit Miriam oben am Berg feststeckt und nicht weiß, welchem Weg sie sicher ins Tal folgen können. Überall liegt nur Schnee und die Orientierung ist nahezu unmöglich, auch Handyempfang ist nicht gegeben. Als die Nacht hereinbricht graben sich die beiden in den Schnee ein, um nicht zu erfrieren.
Markus bringt in Erfahrung, dass Alexandra nicht allein unterwegs ist und Miriam sie begleitet. Ihre Eltern sind sehr besorgt und Jochen Winkler ist fest entschlossen, selber nach seiner Tochter zu suchen. Markus und die anderen Bergretter sind nicht davon begeistert und als Markus von Winklers Kollegen erfährt, dass Winkler schon seit einiger Zeit auf einer Berghütte am Gamskogel Forschungen anstellt, vermutet er, dass dies auch das Ziel der Mädchen war. Damit haben die Bergretter einen ungefähren Anhaltspunkt, wo sie Alexandra und Miriam suchen müssen, denn die Nacht hat jegliche Fuß- und Skispuren verwischt. Tobias fliegt mit Michael zu dieser Hütte, doch ist dort niemand. Da ihnen die Schreibmaschine auffällig erscheint, nehmen sie sie mit.
Jochen Winkler gelingt es Miriam zu finden und er bringt sie mit Alexandra zu einer Wetterstation in der Nähe, damit sich die stark unterkühlte Alexandra dort aufwärmen kann. Zudem will er die Messgeräte abschalten, damit sie keine Daten ins Tal senden und dann bald Hilfe geschickt wird.
Markus findet inzwischen eine weitere Verbindung zwischen Alexandra und Miriam, denn Alexandras Mutter hat mit Miriams Vater ein Verhältnis. Er hatte ein Doppelleben geführt und beide Frauen wussten nichts voneinander. Und er scheint noch mehr Geheimnisse zu haben, denn warum wollte er seine Tochter unbedingt allein finden? Doch wie es aussieht, wollte er nur verhindern, dass die Mädchen selber von seinem Doppelspiel erfahren. Er wollte es ihnen allein sagen, wozu er nun Gelegenheit hat. So muss er Alexandra gestehen, dass ihr Vater durch seine Schuld ums Leben gekommen war, weil er vor drei Jahren im Rahmen seiner Forschungsarbeiten eine Lawine ausgelöst hatte. Dieser Schuld bewusst, hatte er versucht der Witwe Trost zu spenden und so ist es ungewollt zu dem Verhältnis mit ihr gekommen.
Aufgrund der ausgefallenen Daten der Wetterstation, wird ein Hubschrauber dorthin geschickt, um den Fehler zu reparieren. So können Alexandra und Miriam gefunden und gerettet werden. Jochen Köhler hingegen kann mit seiner Schuld nicht mehr weiterleben und nimmt sich in den Bergen das Leben.

## Besetzung

### Hauptdarsteller
| Schauspieler       | Rollenname         | Rolle                                          |
| ------------------ | ------------------ | ---------------------------------------------- |
| Sebastian Ströbel  | Markus Kofler      | Leiter der Bergwacht                           |
| Markus Brandl      | Tobias Herbrechter | Bergretter, Sohn von Peter, Ehemann von Emilie |
| Luise Bähr         | Katharina Strasser | Sanitäterin, Tochter von Peter                 |
| Mirko Lang         | Benjamin Marasek   | Bergretter, Bergshop-Besitzer                  |
| Robert Lohr        | Michael Dörfler    | Hubschrauberpilot                              |
| Stefanie von Poser | Emilie Hofer       | Ehefrau von Tobias                             |
| Heinz Marecek      | Franz Marthaler    |                                                |
| Michael König      | Peter Herbrechter  | Vater von Tobias und Katharina                 |
| Martin Leutgeb     | Gert               | Polizist in Ramsau                             |

### Episodendarsteller
| Schauspieler      | Rollenname          |
| ----------------- | ------------------- |
| Paulina Rümmelein | Miriam Winkler      |
| Lilian Prent      | Alexandra Marbracht |
| Ingo Naujoks      | Jochen Winkler      |
| Susanne Michel    | Sonja Marbach       |
| Ursula Buschhorn  | Thea Winkler        |
| Tobias Ofenbauer  |                     |

## Rezeption

### Kritiken
Ulrich Feld von der Frankfurter neuen Presse schreibt: „Inzenatorisch macht "Losgetreten" effektvoll Gebrauch von Zeitlupeneffekten und nutzt die spektakuläre Berglandschaft für eine sehenswerte Geschichte.“

### Einschaltquoten
Die Erstausstrahlung am 3. Dezember 2015 im ZDF verfolgten insgesamt 4,79 Millionen Zuschauer, was einem Marktanteil von 15,5 % beim Gesamtpublikum entsprach.